# Скотти, Джеймс
Джеймс Вернон Скотти (англ. James Vernon Scotti; род. в 1960, Бэндон, Орегон) — американский астроном.
Окончил среднюю школу Woodway Senior High в Эдмондсе, штат Вашингтон, в 1978 году. Получил степень бакалавра наук по астрономии в Университете Аризоны в Тусоне в 1983 году. С тех пор он работал в проекте Spacewatch, одном из многих проектов, направленных на поиск околоземных астероидов (NEA). Написал первое программное обеспечение для автоматического обнаружения астероидов для этого проекта в 1984 году.

## Открытия
Скотти открыл 15 февраля 1997 года 10199 Харикло, астероид с двумя кольцами. Это единственный известный кольцевой астероид и самый маленький из обнаруженных объектов с кольцевой системой.
Обнаружил множество околоземных астероидов, в том числе (496816) 1989 UP и (35396) 1997 XF11 (не указан в числе первооткрывателей), который устроил ненадолго переполох в СМИ, когда предварительный расчёт орбиты указал на возможность столкновения с Землёй в 2028 году. Дальнейшие наблюдения позволили установить более точную орбиту, что опровергло столкновение. В 1991 году он обнаружил 1991 VG, околоземный объект с некоторыми необычными характеристиками. В 2013 году он открыл 2013 BS45, ещё один околоземный астериод, который движется по орбите с низким эксцентриситетом и малым наклонением.
Начиная с 1985 года он также восстановил более 75 комет (поскольку кометы подвержены действию негравитационных сил из-за выделения газов и солнечного ветра, часто бывает сложно предсказать их точное положение и заново наблюдать их каждый раз, когда они совершают очередной подход к перигелию). Подтвердил открытие хорошо известной кометы Шумейкера-Леви 9, которая столкнулась с Юпитером в июле 1994 года. Он также открыл периодические кометы:
- 202P/Scotti,
- 244P/Scotti,
- 377P/Scotti,
- P/2010 C1 (Скотти),
- P/2010 H4 (Скотти),
- P/2010 H5 (Скотти),
- P/2011 A2 (Скотти),
- P/2013 A2 (Скотти)
- P/2015 Q1 (Скотти).

Последние шесть ещё не пронумерованы, так как они наблюдались только на одном проходе перигелия. Он также открыл непериодические кометы C/2010 E5 (Скотти) и C/2010 F3 (Скотти).
Научные интересы Скотти включают происхождение комет, динамическую эволюцию комет и астероидов, сближающиеся с Землёй астероиды и внешнюю часть Солнечной системы.
Скотти является заядлым энтузиастом космоса и интересуется историей освоения космоса и, в частности, программой «Аполлон». Он писал в журнал Apollo Lunar Surface Journal, в котором подробно рассказывается об исследованиях Луны по программе Аполлон. Он также художник и фотограф.

## Награды и почести
В его честь назван астероид 3594 Скотти, открытый Эдвардом Боуэллом на станции Андерсон-Меса в 1983 году. Официальный циркуляр о присвоении названия был опубликован Центром малых планет 7 сентября 1987 года (M.P.C. 12211).